# Понево
Понево (рос. Понево) — присілок Велізького району Смоленської області Росії. Входить до складу Заозерського сільського поселення.
Населення — 15 осіб (2007 рік). 